# William K. Boardman
William Knight „Bill“ Boardman (* 3. Februar 1915 in Nevada, Iowa; † 18. März 1993 in Palm Springs, Kalifornien) war ein US-amerikanischer Politiker (Republikanische Partei). Von 1967 bis 1968 war er Präsident (Speaker) des Repräsentantenhauses von Alaska.

## Werdegang
Im heimischen Iowa besuchte William Boardman zunächst das Grinnell College und danach die Drake University in Des Moines, an der er 1935 den Bachelor-Abschluss erwarb. Danach war er sieben Jahre lang als Investmentbanker tätig, ehe er nach dem Eintritt der Vereinigten Staaten in den Zweiten Weltkrieg der US-Küstenwache beitrat. Dabei war er in Ketchikan im Alaska-Territorium sowie auf den Aleuten stationiert. Nach Kriegsende ließ er sich in Ketchikan nieder und arbeitete bis 1950 zunächst für die Fluggesellschaft Pan Am, danach als Underwriter für ein Versicherungsunternehmen. Von 1948 bis 1966 war er Geschäftsführer der Handelskammer von Ketchikan.
Politisch betätigte sich Boardman ab 1952, als er erstmals in das Repräsentantenhaus des Alaska-Territoriums gewählt wurde. Im Vorfeld des 1959 erfolgten Beitritts Alaskas als 49. Bundesstaat zur Union bewarb er sich um einen Sitz im ersten Senat von Alaska, verlor die Wahl jedoch. Zwei Jahre später gelang ihm der Einzug ins Repräsentantenhaus von Alaska, in dem er nach viermaliger Wiederwahl bis 1971 verblieb. Nachdem seine Partei bei den Wahlen des Jahres 1966 die Mehrheit der Sitze errungen hatte, übernahm er das Amt des Speaker vom Demokraten Mike Gravel. Als sich die Mehrheitsverhältnisse 1968 wieder umkehrten, musste er den Posten an den Demokraten Jay Kerttula abgeben. 1970 verfehlte er die Wiederwahl als Abgeordneter; der Versuch, ins Staatsparlament zurückzukehren, schlug 1972 fehl.
William Boardman erlag am 18. März 1993 während eines Spaziergangs in Palm Springs einem Herzinfarkt. Er wurde auf dem Evergreen Cemetery in Juneau beigesetzt. Seine Ehefrau Genie Chance (1927–1998) war ebenfalls politisch aktiv und gehörte zwischen 1969 und 1977 beiden Kammern der Alaska Legislature an. Im Gegensatz zu ihrem Mann war sie allerdings Demokratin.